# Białków (powiat średzki)
Białków – wieś w Polsce położona w województwie dolnośląskim, w powiecie średzkim, w gminie Miękinia.

## Historia
Pierwsza wzmianka o wsi Białków powstała w roku 1293 poprzez wpis do spisu wsi należących do parafii w Głosce.

## Podział administracyjny
W latach 1975–1998 miejscowość należała administracyjnie do województwa wrocławskiego.

## Zabytki
Do wojewódzkiego rejestru zabytków wpisany jest:
- zespół pałacowy:
  - pałac, z XVII w., przebudowany w XVIII w. i w 1860 r.
  - park, z XVIII-XIX w.